# Exeristes denticulator
Exeristes denticulator là một loài tò vò trong họ Ichneumonidae.